# Fontaine du Cours
La fontaine du Cours est située en France à Sospel, dans le département des Alpes-Maritimes en région Provence-Alpes-Côte d'Azur.
Elle fait l'objet d'une inscription au titre des monuments historiques depuis 1931.

## Localisation
La fontaine est située esplanade du Cours sur la commune de Sospel, dans le département français des Alpes-Maritimes.

## Historique
L'édifice est inscrit au titre des monuments historiques le 12 janvier 1931.